# Fabiola Ferrero
Fabiola Ferrero (1991, Caracas, Venezuela) es una periodista y fotógrafa venezolana.

## Carrera
En 2021 fundó Semillero Migrante, un programa educativo gratuito para jóvenes migrantes venezolanos y colombianos.
En 2022 fue galardonada con el Premio de Carmignac del Festival VISA de Perpiñan, en el sur de Francia, por su serie «Venezuela, The Wells Run Dry» sobre la desaparición de la clase media en el país durante la crisis en Venezuela. En la exposición, Fabiola lideró un equipo de cinco fotógrafas que visitaron varias zonas de Venezuela, incluyendo las instalaciones de la industria del petróleo y de la sal, universidades saqueadas o abandonadas, y los restos dejados por venezolanos que han emigrado por la crisis. La serie fue presentada con videos personales de venezolanos que participaron en el trabajo.
En 2023, Fabiola fue la ganadora en la categoría Proyectos a Largo Plazo para la región de América del Sur de la plataforma World Press Photo por «No puedo escuchar los pájaros», en la que documenta la crisis económica y política de Venezuela y obligó a siete millones de personas a salir del país, incluyendo a Ferrero.
Otros reconocimientos suyos incluyen el Premio Inge Morath, el Premio 6Mois de Fotoperiodismo y la Beca Editorial de Getty Images. En 2018 fue becaria de la Fundación Magnum para el Programa de Justicia Social 8, y ha sido finalista de la Beca Alexia, el Eugene Smith Memorial Fund y el Premio Leica Oskar Barnack para Recién Llegados.
Fabiola ha desarrollado investigaciones independientes en América Latina y su trabajo ha aparecido en varios medios y agencias informativas, incluyendo la revista Time, The New York Times, National Geographic, M Magazine, Le Monde y El Estímulo, entre otros. También es miembro de Ruda, un colectivo de mujeres fotógrafas de América Latina.